# Antonio Abadía (Leichtathlet)
Antonio Abadía Beci (* 2. Juli 1990 in Saragossa) ist ein ehemaliger spanischer Leichtathlet, der im Langstrecken- und Hindernislauf an den Start ging.

## Sportliche Laufbahn
Erste internationale Erfahrungen sammelte Antonio Abadía im Jahr 2007, als er bei den Jugendweltmeisterschaften in Ostrava in 5:53,54 min den fünften Platz über 2000 m Hindernis belegte. Anschließend gewann er beim Europäischen Olympischen Jugendfestival (EYOF) in Belgrad in 5:54,92 min die Bronzemedaille. Bei den Crosslauf-Europameisterschaften 2008 in Brüssel belegte er in 19:11 min den achten Platz im U20-Rennen. Im Jahr darauf wurde er bei den Crosslauf-Weltmeisterschaften 2009 in Amman nach 26:30 min 67. im U20-Rennen und im Juli siegte er in 8:47,65 min über 3000 m Hindernis bei den Junioreneuropameisterschaften in Novi Sad. Im Dezember gelangte er dann bei den Crosslauf-Europameisterschaften in Dublin nach 19:15 min auf den 17. Platz im U20-Rennen. 2010 belegte er bei den Ibero-Amerikanischen Meisterschaften in San Fernando in 14:26,31 min den neunten Platz im 5000-Meter-Lauf und im Dezember wurde er bei den Crosslauf-Europameisterschaften in Albufeira nach 24:50 min 14. im U23-Rennen und sicherte sich in der Teamwertung die Bronzemedaille hinter den Teams aus Irland und Frankreich. Im Jahr darauf belegte er bei den U23-Europameisterschaften in Ostrava in 8:41,82 min den vierten Platz über 3000 m Hindernis und anschließend verpasste er bei der Sommer-Universiade in Shenzhen mit 14:46,31 min den Finaleinzug über 5000 Meter. Bei den Crosslauf-Europameisterschaften 2012 in Szentendre wurde er nach 24:57 min Sechster im U23-Rennen und sicherte sich in der Teamwertung die Silbermedaille hinter Frankreich.
Bei den Crosslauf-Europameisterschaften 2013 in Belgrad lief er nach 30:18 min auf dem 22. Platz im Einzelrennen ein und im Jahr darauf verpasste er bei den Hallenweltmeisterschaften in Sopot mit 7:46,36 min den Finaleinzug im 3000-Meter-Lauf. Im August belegte er bei den Europameisterschaften in Zürich in 14:11,89 min den achten Platz über 5000 Meter und im Dezember gelangte er bei den Crosslauf-EM in Samokow nach 33:24 min auf den zwölften Platz und gewann in der Teamwertung die Silbermedaille hinter der Türkei. Bei den Crosslauf-Weltmeisterschaften 2015 in Guiyang wurde er nach 38:28 min 56. im Einzelrennen und 2016 gewann er bei den Europameisterschaften in Amsterdam in 28:26,07 min die Bronzemedaille im 10.000-Meter-Lauf hinter den Türken Polat Kemboi Arıkan und Ali Kaya. Anschließend nahm er über 5000 Meter an den Olympischen Sommerspielen in Rio de Janeiro teil und verpasste dort mit 14:33,20 min den Finaleinzug. Im Dezember wurde er bei den Crosslauf-EM in Chia in 28:33 min Elfter im Einzelrennen und gewann in der Teamwertung die Silbermedaille hinter dem Vereinigten Königreich. 2018 klassierte er sich bei den Mittelmeerspielen in Tarragona mit 13:56,74 min auf dem vierten Platz über 5000 Meter und im August gelangte er bei den Europameisterschaften in Berlin mit 13:34,25 min auf den 13. Platz. Im Dezember wurde er bei den Crosslauf-EM in Tilburg nach 29:35 min 14. und bei den Crosslauf-Europameisterschaften 2019 in Lissabon gelangte er nach 30:57 min auf Rang zehn. Zudem sicherte er sich dort in der Teamwertung die Bronzemedaille hinter dem Vereinigten Königreich und Belgien. 2023 beendete er dann seine aktive sportliche Karriere im Alter von 33 Jahren.
In den Jahren 2014, 2018 und 2019 wurde Abadía spanischer Meister im 5000-Meter-Lauf sowie 2015 über 10.000 Meter und 2016 im 10-km-Straßenlauf.

## Persönliche Bestzeiten
- 1500 Meter: 3:37,24 min, 3. Juni 2016 in Huelva
- 3000 Meter: 7:48,14 min, 9. Juli 2017 in London
  - 3000 Meter (Halle): 7:46,36 min, 7. März 2014 in Sopot
- 5000 Meter: 13:12,68 min, 22. Mai 2016 in Hengelo
- 10.000 Meter: 28:07,14 min, 9. April 2016 in Maia
- 10-km-Straßenlauf: 27:48 min, 17. März 2018 in Laredo
- Halbmarathon: 1:01:15 h, 28. Oktober 2018 in Valencia
- 3000 m Hindernis: 8:34,75 min, 31. Mai 2011 in Ostrava